# Radwan (województwo łódzkie)
Radwan – wieś w Polsce położona w województwie łódzkim, w powiecie opoczyńskim, w gminie Białaczów.
Miejscowość wzmiankowana przez Jana Długosza, nazwa pochodzi od właściciela, Radwańskiego herbu Leliwa. Prywatna wieś szlachecka, położona była w drugiej połowie XVI wieku w powiecie opoczyńskim województwa sandomierskiego. W latach 1975–1998 miejscowość położona była w województwie piotrkowskim.
W Radwanie działa placówka OSP. 
Wierni kościoła rzymskokatolickiego należą do parafii Nawiedzenia Najświętszej Maryi Panny w Żelazowicach.